# Synagoge Charlottenburg

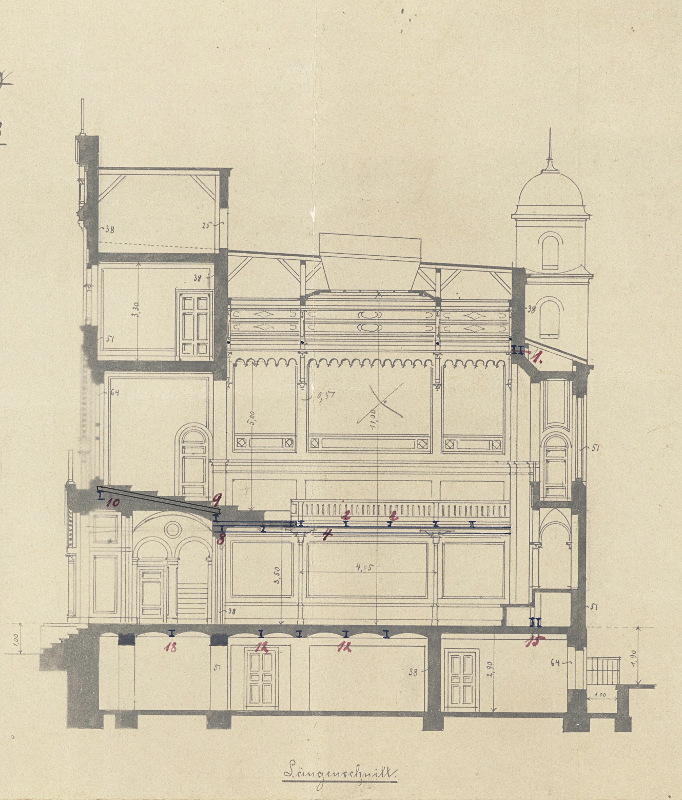
Die Synagoge im Längsschnitt, Bauunterlage vom 31. Januar 1889

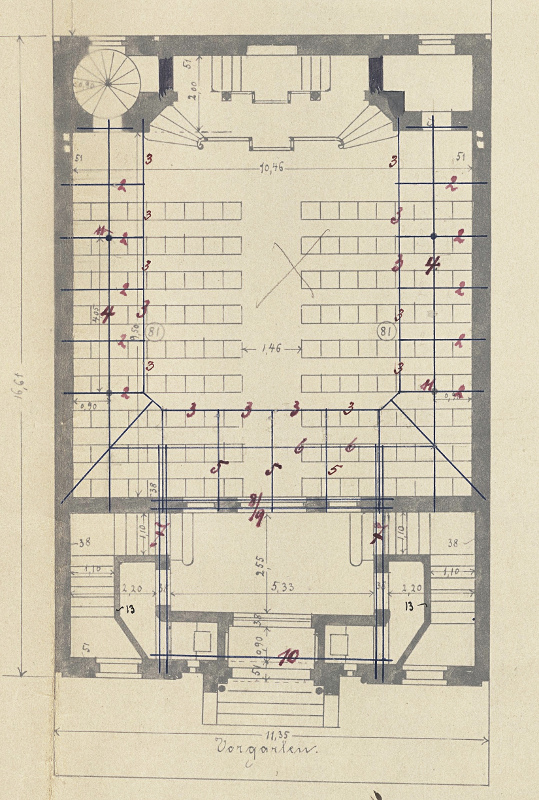
Grundriss des Erdgeschosses mit den Maßen der Empore (1. OG) in blau

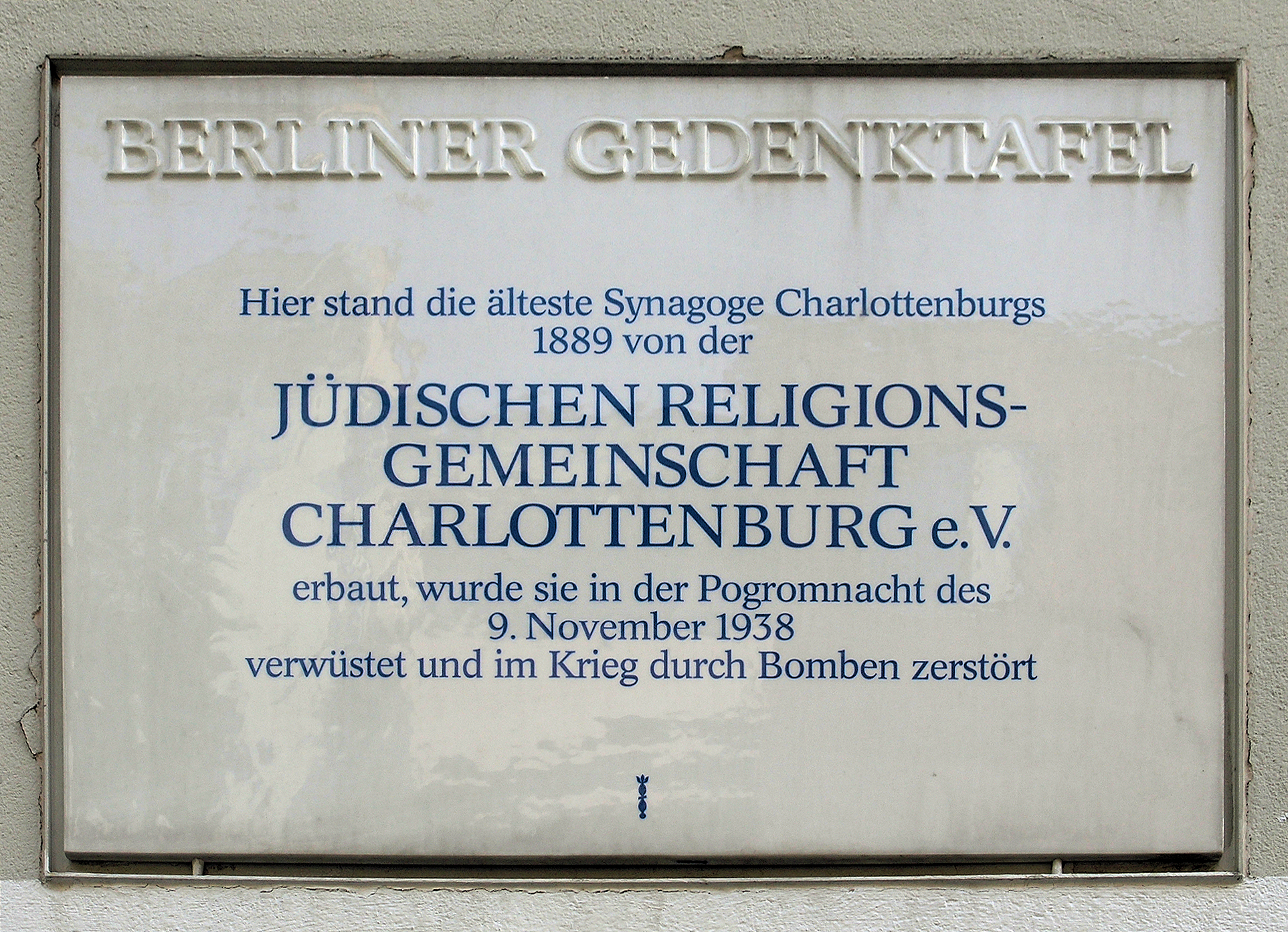
Gedenktafel in der Behaimstraße 11

Die Synagoge Charlottenburg (auch: Synagoge Schulstraße 7) war die erste Synagoge in Charlottenburg. Die 1890 eingeweihte Synagoge befand sich in der heutigen Behaimstraße 11. Sie wurde während der Novemberpogrome 1938 demoliert, während des Zweiten Weltkriegs durch Bombentreffer weiter beschädigt und 1957 abgerissen. An die älteste Synagoge Charlottenburgs erinnert eine 1994 angebrachte Gedenktafel.

## Geschichte
Der Charlottenburger Chronist Wilhelm Gundlach schrieb 1905 in seiner Geschichte der Stadt Charlottenburg: 

„Die Juden, in der Zeit Friedrich Wilhelms II. durch mehrere ansehnliche Familien in der Stadt vertreten, schwanden zwischen 1812 und 1819 auf zwei Familien zusammen und wurden bis 1877 nicht so zahlreich, daß sie eine eigene Gemeinde gebildet hätten: sie hielten sich in gottesdienstlicher Beziehung zu ihren Glaubensgenossen in Berlin.“

Im Jahr 1871 gab es in Charlottenburg 142 Juden und 1875 konnte die „Jüdische Religionsgemeinschaft Charlottenburg“ gegründet werden, die rechtlich zur Jüdischen Gemeinde Berlin gehörte. Die Gottesdienste fanden damals in einem als Betsaal hergerichteten Raum in der Gaststätte „Türkisches Zelt“ (Berliner Straße 53, später: Otto-Suhr-Allee 54) statt.
Das Gemeindemitglied Hermann Hirsch ließ 1889 das ihm gehörende Haus auf dem Grundstück Schulstraße 7 abreißen und stellte das Grundstück der Gemeinde für den Bau einer Synagoge zur Verfügung. Dieser begann auch im selben Jahr unter der Leitung des Baumeisters S. Weile und am 30. März 1890 konnte man den Bau einweihen. Die Synagoge hatte 280 Plätze, 140 für Männer und 140 für Frauen.
Bau und Unterhalt der Synagoge wurde von der Berliner Jüdischen Gemeinde subventioniert, 1937 zahlte sie 3.900 Mark (kaufkraftbereinigt in heutiger Währung: rund 20.000 Euro) zur Unterstützung. 1937 wurde die Charlottenburger Gemeinde von der Berliner Gemeinde übernommen, 1941 wurde die Synagoge aufgrund des Reichsbürgergesetzes enteignet. Während der Novemberpogrome 1938 wurde sie demoliert und erlitt 1943 durch Bombentreffer weitere schwere Schäden. Die Ruine wurde 1957 abgerissen, auf dem geräumten Grundstück entstanden Neubauten.
Von 1913 bis 1935 war Dr. Lewin-Salomon (1861–1945) hier Rabbiner. Ihm gelang mit seiner Familie die Ausreise nach Palästina, wo er im Alter von 74 Jahren verstarb. Die älteste Synagoge Charlottenburgs war für ihren liberalen Ritus bekannt.

## Architektur
Der auf einem einfachen rechteckigen Grundriss in der Straßenflucht errichtete Rohziegelbau zeigte in seinem Äußeren Anklänge an romanische Formen. Die Straßenfront wurde von einem Mittelportal mit darüberliegendem großem Radfenster und zusammenfassenden Rundbogen beherrscht. Über den seitlichen, zu den Treppenhäusern führenden Eingängen befanden sich kleine Radfenster. Der von Rundbogenfenstern durchbrochene Giebel trug als Abschluss eine Ädikula mit krönendem Davidstern. Das Gebäude hatte Kellergeschoss, Erdgeschoss, Empore und ein Dachgeschoss.